# Jersey Open
O Jersey Open foi um torneio masculino de golfe no European Tour, que foi disputado em Jersey, uma dependência da Coroa britânica, no canal da Mancha, entre os anos de 1978 e 1995. Tinha vários nomes diferentes durante este período. Todas as edições decorreram no La Moye Golf Club.

## Campeões
| Ano                          | Campeão              | País              | Pontuação         | Par               | Margem            | Vice-campeão(ões)                          |
| DHL Jersey Open              | DHL Jersey Open      | DHL Jersey Open   | DHL Jersey Open   | DHL Jersey Open   | DHL Jersey Open   | DHL Jersey Open                            |
| ---------------------------- | -------------------- | ----------------- | ----------------- | ----------------- | ----------------- | ------------------------------------------ |
| 1995                         | Andrew Oldcorn       | Escócia           | 273               | −15               | 3 tacadas         | Dean Robertson                             |
| Jersey European Airways Open |                      |                   |                   |                   |                   |                                            |
| 1995                         | Paul Curry           | Inglaterra        | 266               | −22               | 3 tacadas         | Mark James                                 |
| 1995                         | Ian Palmer           | África do Sul     | 268               | −20               | 2 tacadas         | Sam Torrance                               |
| 1995                         | Daniel Silva         | Portugal          | 277               | −11               | 2 tacadas         | Chris Moody                                |
| 1995                         | Sam Torrance         | Escócia           | 279               | −9                | 1 tacada          | Mark Davis                                 |
| 1990                         | Não houve torneio    | Não houve torneio | Não houve torneio | Não houve torneio | Não houve torneio | Não houve torneio                          |
| 1989                         | Christy O'Connor Jnr | Irlanda           | 281               | −3                | Playoff           | Denis Durnian                              |
| BNP Jersey Open              |                      |                   |                   |                   |                   |                                            |
| 1988                         | Des Smyth            | Irlanda           | 273               | −15               | Playoff           | Roger Chapman                              |
| Jersey Open                  |                      |                   |                   |                   |                   |                                            |
| 1987                         | Ian Woosnam          | País de Gales     | 279               | −9                | 1 tacada          | Bill Malley                                |
| 1986                         | John Morgan          | Inglaterra        | 275               | −13               | Playoff           | Peter Fowler                               |
| 1985                         | Howard Clark         | Inglaterra        | 279               | −1                | 1 tacada          | Warren Humphreys Philip Parkin Ian Woosnam |
| 1984                         | Bernard Gallacher    | Escócia           | 274               | −14               | 2 tacadas         | Sandy Lyle                                 |
| 1983                         | Jeff Hall            | Inglaterra        | 278               | −10               | 1 tacada          | Bernard Gallacher Michael King             |
| 1982                         | Bernard Gallacher    | Escócia           | 273               | −15               | Playoff           | Eamonn Darcy Des Smyth                     |
| Billy Butlin Jersey Open     |                      |                   |                   |                   |                   |                                            |
| 1981                         | Tony Jacklin         | Inglaterra        | 279               | −9                | 1 tacada          | Bernhard Langer                            |
| Avis Jersey Open             |                      |                   |                   |                   |                   |                                            |
| 1980                         | José Maria Cañizares | Espanha           | 281               | +1                | 2 tacadas         | Steve Martin                               |
| B.A./Avis Open               |                      |                   |                   |                   |                   |                                            |
| 1979                         | Sandy Lyle           | Escócia           | 271               | −13               | 3 tacadas         | Howard Clark                               |
| 1978                         | Brian Huggett        | País de Gales     | 271               | −13               | 3 tacadas         | Eamonn Darcy                               |